# Алпајн Вилиџ (Калифорнија)
Алпајн Вилиџ (енгл. Alpine Village) насељено је место без административног статуса у америчкој савезној држави Калифорнија.

## Демографија
По попису из 2010. године број становника је 114, што је 22 (-16,2%) становника мање него 2000. године.
| Група             | 2000.      | 2010.      |
| Белци             | 82 (60,3%) | 87 (76,3%) |
| Афроамериканци    | 0 (0,0%)   | 0 (0,0%)   |
| Азијати           | 0 (0,0%)   | 1 (0,9%)   |
| Хиспаноамериканци | 21 (15,4%) | 6 (5,3%)   |
| Укупно            | 136        | 114        |